# Frente para la Victoria (Argentina)

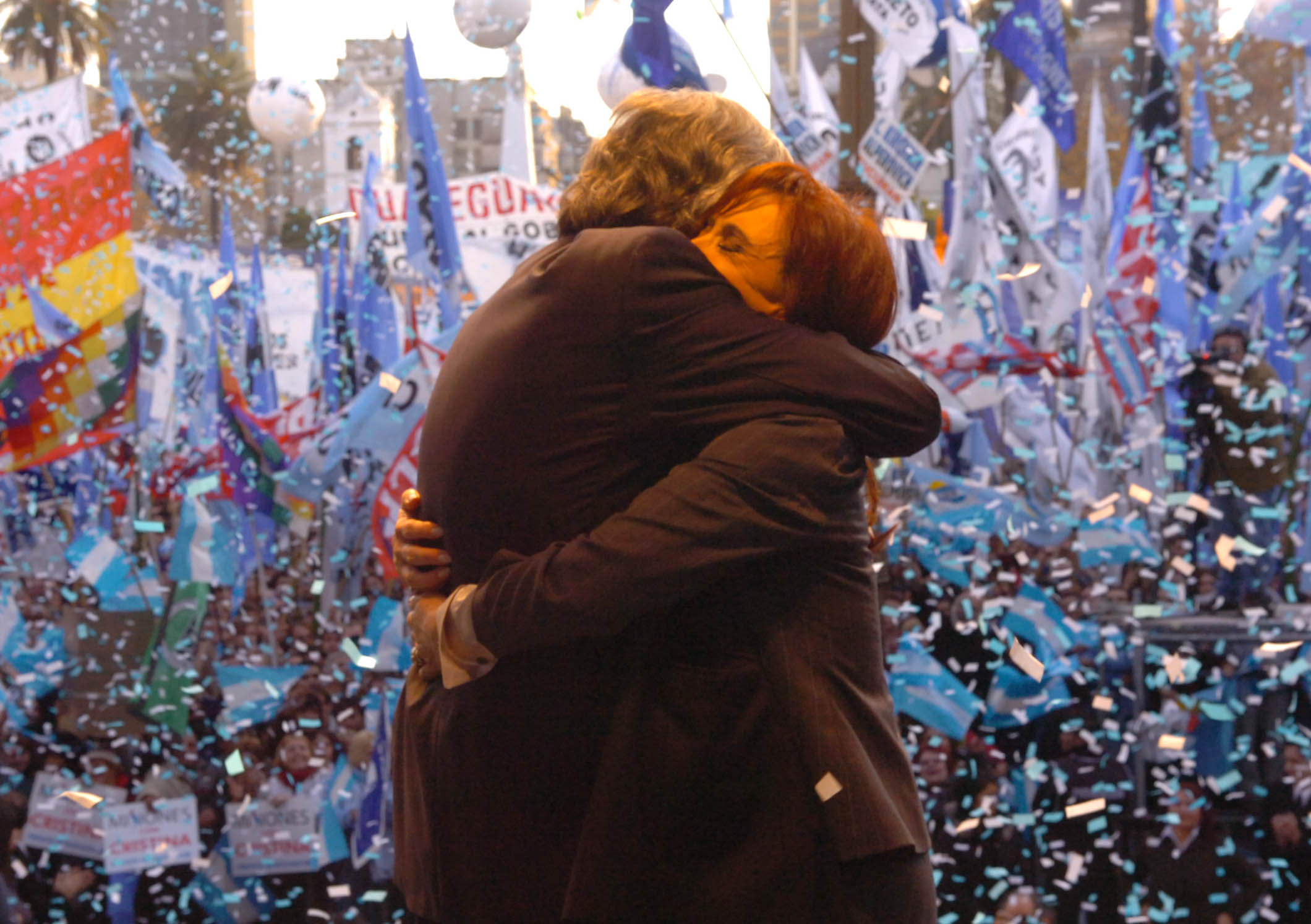
Néstor Kirchner y Cristina Fernández.

El Frente para la Victoria (FPV) fue una coalición política argentina de orientación kirchnerista y peronista fundada en 2003. En 2019 la coalición no fue renovada nacionalmente para las elecciones presidenciales de ese año, pero se mantuvo en algunas provincias como alianza local.
En 2003 el FPV presentó la candidatura presidencial de Néstor Kirchner, quien resultó elegido presidente de la Nación con el 22,25 %  de los votos, para el período 2003-2007. Tenía como partido mayoritario al Partido Justicialista (peronista), pero estaba integrado también por otros partidos como el Partido Intransigente, el Frente Grande y el Partido Comunista, así como por fuerzas políticas pertenecientes al radicalismo y el socialismo, entre otras.
En las elecciones presidenciales de 2007 la coalición sostuvo como candidata presidencial a Cristina Fernández de Kirchner, que resultó electa para el período 2007-2011 con el 46.29% de los votos.
En las elecciones de 2011, la agrupación, con Cristina Fernández de Kirchner nuevamente como candidata, ganó por tercera vez consecutiva con un resultado histórico del 54,11%, porcentaje únicamente superado por Juan Domingo Perón e Hipólito Yrigoyen.
En las elecciones de 2015 presentó a Daniel Scioli como candidato presidencial, quien sacó el 37,08% de los votos ganando en primera vuelta, aunque fue derrotado en la segunda vuelta por menos de 3 puntos por el candidato de la coalición Cambiemos, Mauricio Macri, quien obtuvo 51,4% contra 48,6% obtenidos por el Frente para la Victoria.
Pese a la derrota por la presidencia, el Frente para la Victoria se mantenía como la primera fuerza política argentina, gobernando doce de los 24 distritos autónomos del país y teniendo mayoría absoluta en la Cámara de Senadores y la primera minoría en la Cámara de Diputados.
Fue sucedido en 2017 por la coalición electoral llamada Unidad Ciudadana, y luego por el Frente de Todos, que gobernó el país hasta 2023. El FdT fue sucedido por Unión por la Patria, coalición que perdió las elecciones presidenciales de 2023.

## Integración
La integración del Frente para la Victoria varía según el distrito electoral. En la Ciudad de Buenos Aires fue integrado originalmente por el Partido Justicialista, el Partido de la Victoria con Roberto Feletti uno de sus principales referentes y el Partido Nueva Dirigencia. 
El Frente para la Victoria se ha caracterizado por reunir fuerzas políticas del peronismo, del centro-izquierda y dirigentes de un amplio espectro, incluyendo algunos dirigentes surgidos y sectores escindidos de la Unión Cívica Radical, conocidos como «Radicales K», como el gobernador de Santiago del Estero, Gerardo Zamora, o el misionero Maurice Closs y el Movimiento Nacional Alfonsinista (ex MoDeSo: línea interna de la UCR), liderado por Leopoldo Moreau, entre otros. Además, existen otros dirigentes disidentes de partidos formales que integran el frente, como el socialismo, la democracia cristiana y el comunismo.
Asimismo, el FPV está integrado por otras fuerzas políticas como el Partido de la Victoria, el Partido Humanista, el Frente Grande, el Partido Comunista de la Argentina (Congreso Extraordinario), el Partido Intransigente, Proyecto Popular, el Partido Verde, Convergencia K, entre otras.
Los partidos que se alejaron fueron P.A.I.S. que formó parte del frente hasta el 2007, año desde el cual integra la Coalición Cívica, también y el Movimiento Libres del Sur que se alejó en 2008, el cual actualmente forma parte del Frente Amplio Progresista y Progresistas.

### Coalición
El Frente para la Victoria estaba compuesto por:
| Partido | Partido                            | Principal Ideología | Posición          | Presidente del partido |
| ------- | ---------------------------------- | ------------------- | ----------------- | ---------------------- |
|         | Partido Justicialista              | Peronismo           | Tercera posición  | José Luis Gioja        |
|         | Frente Grande                      | Peronismo           | Centroizquierda   | Adriana Puiggrós       |
|         | Partido de la Victoria             | Kirchnerismo        | Centroizquierda   | Aldo San Pedro         |
|         | Partido Comunista (CE)             | Marxismo-leninismo  | Extrema Izquierda | Pablo Pereyra          |
|         | Movimiento Nacional Alfonsinista   | Radicalismo K       | Centroizquierda   | Leopoldo Moreau        |
|         | Nuevo Encuentro                    | Kirchnerismo        | Centroizquierda   | Martín Sabbatella      |
|         | Kolina                             | Kirchnerismo        | Centroizquierda   | Alicia Kirchner        |
|         | Partido Solidario                  | Comunismo           | Izquierda         | Carlos Heller          |
|         | Unidad Socialista para la Victoria | Socialismo          | Izquierda         | Jorge Rivas            |
|         | Partido de la Concertación FORJA   | Radicalismo K       | Centroizquierda   | Gustavo Fernando López |

## Acción política

### Prekirchnerismo
Antes del surgimiento del kirchnerismo en la vida política argentina, la denominación «Frente para la Victoria», «Frente de la Victoria», o «Frente Justicialista para la Victoria» fue utilizada por numerosos frentes electorales encabezados por el Partido Justicialista a nivel provincial. Los primeros usos del nombre fueron en las elecciones legislativas y provinciales de 1987, en las provincias de Formosa y Río Negro. Néstor Kirchner ganó la gobernación de Santa Cruz en tres ocasiones (1991, 1995 y 1999). con el sublema «Frente para la Victoria Santacruceña».

### Presidencia de Néstor Kirchner
En 2003, el FPV con la candidatura de Néstor Kirchner resultó segundo en las elecciones presidenciales con 22% de los votos, detrás del expresidente Carlos Menem con 24%. Según lo establece la Constitución Nacional Argentina, correspondía dirimir la elección en una segunda vuelta, pero Menem, al conocer que las encuestas favorecían en más del 60% a Kirchner, se retiró de la misma y resultando, por esa razón, electo Presidente de la Nación Argentina, Néstor Kirchner, para el período 2003-2007, el 10 de diciembre de 2007.
En esa oportunidad, el Frente de la Victoria contaba con el apoyo decisivo de los líderes del Gran Buenos Aires con participación evidente del «duhaldismo», la fuerza política que hasta ese momento seguía al por entonces Presidente de la Nación, Eduardo Duhalde. En las elecciones de 2005, se produjo una ruptura entre el peronismo de Kirchner y el duhaldismo, que llevó a la exclusión de este último del Frente para la Victoria y al enfrentamiento electoral entre ambos sectores. La decisión de avanzar contra las corporaciones económicas, patronales del sector agroganadero de raíz sojera provocó la confrontación. En 2005 el FPV llevó como candidata a Cristina Fernández de Kirchner, mientras que el duhaldismo presentó a Hilda «Chiche» Duhalde, esposa del expresidente, resultando ganadora la primera por un gran margen de votos.
Durante la gestión de Kirchner, se realizó un pago anticipado del total de la deuda ante el Fondo Monetario Internacional con objetivo declarado de terminar con la sujeción de las respectivas políticas económicas nacionales a las indicaciones del organismo internacional. Luego, se realizó el canje de la deuda, que iniciaba las renegociaciones por los bonos que habían quedado en default desde 2001.
Como símbolo de su gestión, ha llevado adelante una activa política de promoción de los Derechos Humanos. Su gobierno ha incorporado reconocidos integrantes de organismo de Derechos Humanos. Impulsó el enjuiciamiento a los responsables por crímenes de lesa humanidad ocurridos durante los años 70, realizados por la Triple A y por el gobierno del Proceso de Reorganización Nacional. Para conseguirlo, sus partidarios apoyaron en el Congreso Nacional las anulaciones de las leyes de Obediencia Debida y Punto Final, las cuales mantenían frenados dichos juicios desde el gobierno de Raúl Alfonsín. Dicha medida fue posteriormente ratificada por el Poder Judicial.
En materia de política internacional en noviembre de ese año se realizó en Mar del Plata la IV Cumbre de las Américas, donde Kirchner manifestó un rechazo hacia el ALCA, propuesto por Estados Unidos. Este hecho es considerado el hecho fundacional de la UNASUR.

### Presidencia de Cristina Fernández de Kirchner

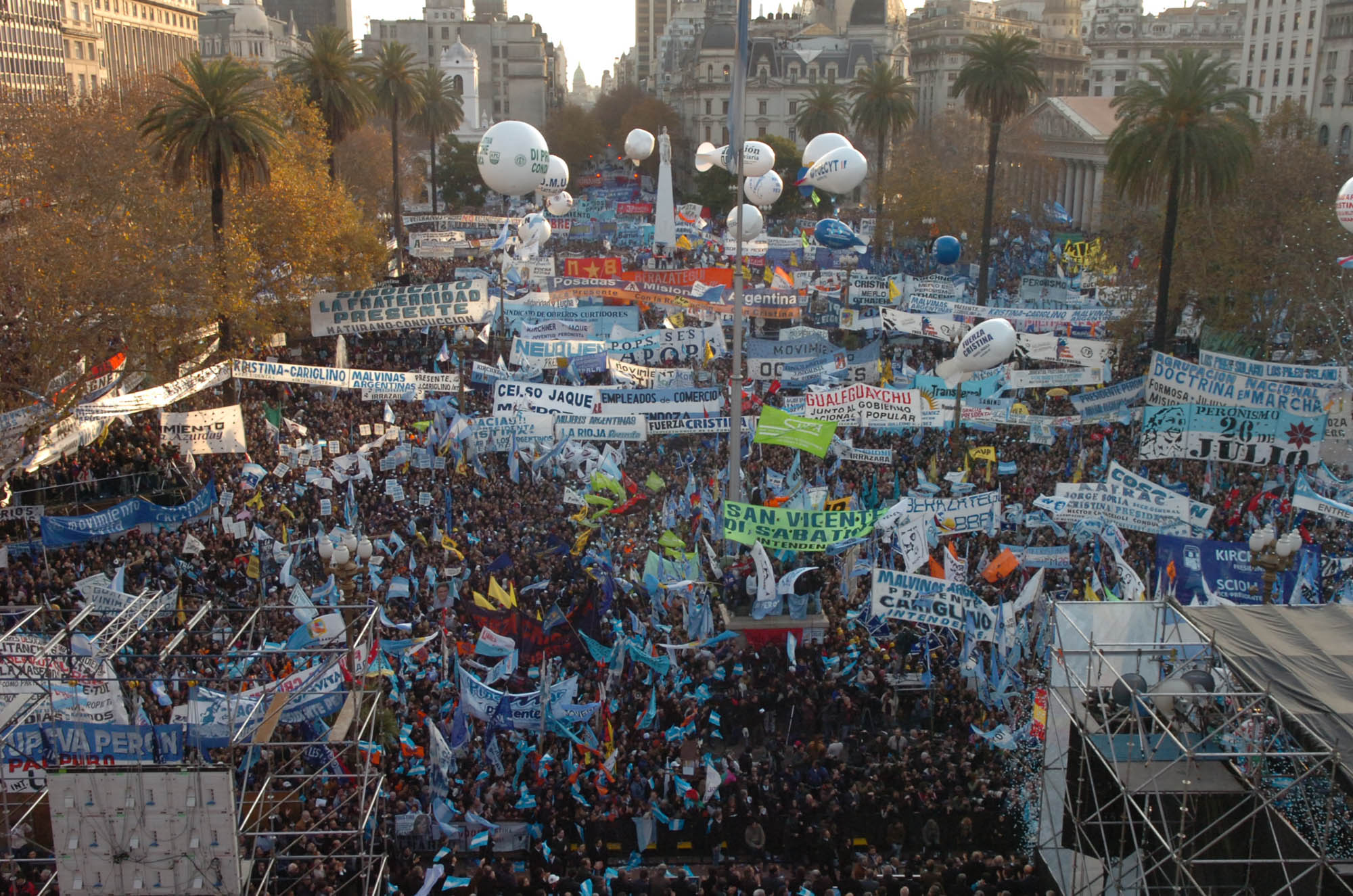
Movilización de apoyo al gobierno, Plaza de Mayo, 18 de junio de 2008.

El 18 de julio de 2007, la entonces senadora por el FPV, Cristina Fernández de Kirchner, se presentó en las elecciones presidenciales de ese año. El acto se realizó en el Teatro Argentino de la ciudad de La Plata.
El 28 de octubre, Cristina Fernández venció en las elecciones generales con un 46,29%, aventajando por más de 23 puntos a Elisa Carrió candidata por la Coalición Cívica. La fórmula se impuso en casi todos los distritos provinciales y, de esta forma, se convirtió en la primera mujer electa para el cargo de Presidente de la Nación Argentina y asumió dicha función el 10 de diciembre de 2007.
Una de las primeras medidas adoptadas por Fernández fue la creación del Ministerio de Ciencia, Tecnología e Innovación Productiva, designando a su cargo a Lino Barañao, reconocido biólogo molecular. La medida se complementó con el anuncio de creación de un polo científico-tecnológico en Buenos Aires, integrado por tres institutos: Ciencias Sociales y Humanas, Ciencias Biomédicas y Biotecnológicas y Ciencias Exactas y Tecnológicas.
El 11 de marzo de 2008, el entonces ministro de Economía de la Nación, Martín Lousteau, anunció la sanción de la Resolución 125, estableciendo así un nuevo sistema de retenciones móviles a la exportación, sujetando su aumento o disminución a la evolución de los precios internacionales. Esto provocó un conflicto con el sector patronal agropecuario que protestó contra la decisión del gobierno de modificar el sistema impositivo del derecho de exportación. Durante el mismo, las patronales agropecuarias declararon una serie de medidas como cortes de rutas nacionales, interrupción de abastecimiento básico de alimentos, así como el transporte interurbano y las exportaciones agrarias, realizando cierres patronales parciales (lock out), bloqueos de rutas y puertos y otras medidas de acción directa. La presidenta Cristina Fernández, suspendió la resolución y envió al Congreso un proyecto de ley sobre las retenciones a las exportaciones de granos y las compensaciones a los pequeños y medianos productores, con el fin de que sea el Poder Legislativo el que resuelva en definitiva la situación. El proyecto recibió media sanción en el Congreso, pero, la votación en la Cámara de Senadores no prosperó, pues obtuvo el empate de los votos, y fue el propio Vicepresidente de la Nación, Julio Cobos, quien también era el presidente de la Cámara de Senadores, tuvo que desempatar votando por la negativa al proyecto.
El gobierno se concentró en realizar medidas de acción social, entre las cuales se puede destacar el programa Conectar Igualdad de la Ansés (Administración Nacional de Seguridad Social) que consiste en la entrega y puesta en funcionamiento de dos millones de netbooks con acceso a Internet a todas las escuelas públicas primarias y secundarias del país. La Asignación Universal por Hijo, la cual generaliza la asignación familiar por hijo para todos los niños menores de 18 años cuyos padres se encuentren desocupados o trabajen en la economía informal por una remuneración que no sea superior al salario mínimo, vital y móvil, incluyendo los monotributistas sociales. Luego, este beneficio fue ampliado a las embarazadas de más de 12 semanas de gestación.
Junto a estas, también existieron políticas públicas redistributivas, como el aumento del porcentaje del PBI destinado a la educación que creció desde el 3,64 % en 2003 a 6,02 % en 2010. En términos absolutos, pasó de 14.501 millones de pesos en 2003 a 89.924 millones de pesos en 2010, un 520 % más. La construcción de escuelas, entre 2003 y 2010 se construyeron más de mil escuelas que beneficiaron a medio millón de alumnos, el segundo período de mayor construcción de escuelas de la historia argentina.
También impulsó la aprobación de la Ley de Movilidad Jubilatoria, de su autoría, que establece un mínimo de dos incrementos anuales en las jubilaciones y pensiones. Además, se tomaron medidas como la recuperación de Aerolíneas Argentinas y Austral Líneas Aéreas, la cual fue propuesta por un proyecto de ley presentado por la presidenta Fernández de rescate de las empresas, por el que se aprueba el acuerdo entre el Estado Nacional y el grupo Interinvest del 17 de julio de 2008, mediante el cual el Estado argentino adquirió las acciones de esas y otras empresas relacionadas. También, a través de otra ley, se reestatizó la antigua Fábrica Militar de Aviones (FMA), entregada bajo concesión a la empresa estadounidense Lockheed Martin en 1995.
En el año 2009, envió al parlamento el proyecto de Ley de Servicios de Comunicación Audiovisual, que se constituyó en reemplazo de la Ley de Radiodifusión 22.285 que había sido instituida en 1980 durante la dictadura militar autodenominada Proceso de Reorganización Nacional.
El proyecto original presentado en agosto de 2009 estaba basado en una propuesta de veintiún puntos que había sido presentada por la Coalición por una Radiodifusión Democrática en 2004 y debatida durante un año en 24 foros que se desarrollaron a dicho fin en distintos puntos del país. Luego de que se le realizaran más de 100 modificaciones, fue aprobado en la Cámara de Diputados y el Senado, convirtiéndose en ley. Fue un proyecto de ley altamente polémico, que dio lugar a fuertes apoyos y rechazos; hubo sectores que interpretaron que su verdadera intención no era democratizar los medios, sino destruir el poder del Grupo Clarín, y otorgarle al gobierno nacional el poder para silenciar las críticas de los medios no oficialistas. Para graficar el estado de la opinión pública, la misma semana de la aprobación de la ley, una encuesta de la firma TNS Gallup reveló que el 30 % de los encuestados opinaba que a partir de la sanción, la calidad de la información disponible en los medios empeoraría, mientras que un 25 % pensaba que mejoraría y un 21 % pensaba que no se vería afectada.
El Grupo Clarín impugnó la aplicación de cuatro artículos de la ley (41, 45, 48 y 161) mediante el uso de sucesivas medidas cautelares, lo que paralizó la plena aplicación de la ley durante más de cuatro años. El 29 de octubre de 2013, la Corte Suprema de Justicia dictó un fallo en el que determinó  la constitucionalidad de la ley, pero no fue claro respecto a los requisitos que debían cumplir los grupos mediáticos para sus planes de desinversión. Esta falta de claridad motivó nuevos planteos y medidas cautelares que continuaron impidiendo la aplicación plena de la ley. El Estado argentino intentó iniciar de oficio un plan de desinversión no voluntario al Grupo Clarín. pero este intento fue frenado por la Justicia por la Sala I de la Cámara Nacional de Apelaciones en lo Civil y Comercial Federal, que mediante sentencia del 19 de febrero de 2015 suspendió el procedimiento y mantuvo la medida cautelar vigente a favor del grupo. Finalmente, en diciembre de 2015, mediante un decreto de necesidad y urgencia del presidente Mauricio Macri, se modificaron los artículos que regulaban la venta de licencias, los topes a la cantidad de las mismas que puede poseer un grupo de medios y las restricciones a la propiedad cruzada, entre otros artículos centrales de la ley. La derogación fue confirmada por Ley del Congreso el 6 de abril de 2016, con el voto de todos los legisladores de Cambiemos más el apoyo de distintos sectores del peronismo, como los que respondían a José Manuel de la Sota y a Sergio Massa.

En materia de soberanía, Cristina Fernández de Kirchner ha continuado las gestiones asumidas por todos los gobiernos democráticos anteriores en pos de retomar las negociaciones con el Reino Unido sobre la soberanía de las Islas Malvinas. 
En materia petrolera, el 16 de abril de 2012 anunció la intervención de la petrolera de bandera YPF (Yacimientos Petrolíferos Fiscales), cuya mayoría accionaria se encontraba en manos de la empresa española Repsol, a la que anteriormente se había interpelado por deficiencias en el abastecimiento de petróleo y nuevas exploraciones. Asimismo envió al Congreso un proyecto de ley para expropiar el 51 % de las acciones y retomar el control estatal sobre ese recurso natural no renovable. Las repercusiones inmediatas de este anuncio incluyeron una ofensiva diplomática del presidente español Rajoy en otros países de la región, advertencias del Ministro de Industria José Manuel Soria de medidas "claras y decisivas" del gobierno español, la afirmación del canciller José García-Margallo y Marfil de que Argentina se había "pegado un tiro en el pie" al dañar las relaciones con España, y otras amenazas.
También se dijo que la petrolera estatal china, Sinopec, estaba en ese momento en tratativas para comprar la participación de Repsol en YPF – un posible negocio frustrado por el anuncio argentino. Tanto las acciones de Repsol como las de YPF cayeron con fuerza antes y después del anuncio,y el costo de asegurar los bonos del gobierno argentino contra la falta de pago aumentó sensiblemente.  El presidente de Repsol, Brufau, estimó la pérdida potencial de la compañía en 5.700 millones de euros (7.500 millones de dólares).
El mayor accionista minoritario, el Grupo Petersen, había financiado su compra inicial del 15% de las acciones con un préstamo del vendedor Repsol por 1.500 millones de euros, además de bancos privados como Credit Suisse, BNP Paribas, Goldman Sachs y Banco Itaú. El acuerdo contemplaba un esquema de reparto de dividendos que le permitiera a la familia Eskenazi -titular del Grupo Petersen- pagar los créditos con esos fondos.  El acuerdo de 2008 requería que Repsol recomprara acciones propiedad del Grupo y asumiera el préstamo en caso de que la firma con sede en Madrid perdiera el control mayoritario de YPF.
El Senado de Argentina aprobó la toma de posesión el 26 de abril con 63 votos a favor de la medida, tres en contra y cuatro abstenciones. La Cámara de Diputados, a su vez, aprobó el proyecto de ley el 4 de mayo con 208 votos a favor y 257 en contra, y seis abstenciones. La presidente promulgó la ley de renacionalización el 5 de mayo. Miguel Galluccio, un ingeniero petrolero argentino con experiencia tanto en YPF como en el líder de servicios petroleros Schlumberger como presidente de su división de gestión de producción en Londres, fue designado CEO.
El viceministro de Economía argentino, Axel Kicillof, rechazó las demandas iniciales de Repsol de pago de US$10.500 millones por una participación del 57% en YPF (el Estado pretendía el 51%), argumentando que la empresa poseía deudas hacia el Estado argentino por casi US$9.000 millones. El valor contable de YPF era de US$4.400 millones al cierre de 2011; y su capitalización de mercado total al día del anuncio era de 10.400 millones de dólares. Los funcionarios de Repsol sometieron el asunto al arbitraje del CIADI del Banco Mundial. El gobierno argentino y Repsol llegaron a un acuerdo en principio sobre la compensación en noviembre de 2013, y el 25 de febrero de 2014, Repsol anunció el acuerdo final de que el gobierno argentino proporcionaría a Repsol bonos gubernamentales argentinos garantizados de distintos vencimientos, con un monto nominal que variaría para asegurar que Repsol recibiera de hecho US$ 5.000 millones en compensación por el 51% de YPF nacionalizada.
Inmediatamente después de tomar el control de la empresa, el Gobierno argentino suspendió el reparto de dividendos, lo que afectó financieramente a las empresas del grupo Petersen, que contaban con esos ingresos para saldar los préstamos que habían tomado para comprar el 25% de las acciones a Repsol. Las dos empresas de propiedad del Grupo Petersen que habían participado en la operación tenían domicilio legal en España, razón por la cual se presentaron en concurso de acreedores por ante el Juzgado Mercantil N° 3 de Madrid, que designó a un síndico y subastó el derecho a litigar. Este derecho fue adquirido por el fondo de inversiones Burford Capital. Éste demandó al Estado argentino basado en el artículo 7° del Estatuto de YPF, si alguien compraba más del 15% de la empresa debería ofrecer lo mismo a todos los accionistas y no sólo a Repsol. Además, alegaron perjuicio doloso porque tras entrar en la compañía (los primeros interventores fueron los entonces viceministro de Economía, Axel Kicillof, y el ministro de Planificación Federal, Julio de Vido), el Estado decidió suspender el giro de dividendos que había sido acordado entre Repsol y el Grupo Petersen, lo que desencadenó que las empresas de los Eskenazi entraran en default al no poder pagar sus deudas.
Burford Capital fundamentó su pretensión de dolo en la misma intervención de Kicillof ante el plenario de las comisiones de Presupuesto y Hacienda, Asuntos Constitucionales, y Minería, Energía y Combustibles del Senado, el 17 de abril de 2012, cuando se debatía la expropiación de YPF. En esa ocasión el viceministro reconoció la norma del artículo 7° y la decisión del gobierno de no cumplirla: "en ese leonino estatuto interno que dijeron que si alguien osaba poner un pie, como al propio Estado… Porque créanme que si uno quería comprar acciones para entrar a la compañía y pasaba el 15%, pisaba la trampa del oso y tenía que comprar el ciento por ciento a un valor equivalente a US$ 19.000 millones. ¡Porque los tarados son los que piensan que el Estado tiene que ser estúpido y comprar todo según la ley de la propia YPF, respetando su estatuto! ¿Si no dónde está la seguridad jurídica?".
La demanda por la expropiación de YPF se inició en abril de 2015, durante la presidencia de Cristina Fernández de Kirchner y el proceso se extendió durante las gestiones de Mauricio Macri, Alberto Fernández y Javier Milei. Pese a estos cambios, la estrategia de la defensa argentina no se modificó.
El 31 de marzo de 2023 la jueza del Distrito Sur de Nueva York, Loretta Preska, hizo lugar al pedido de los demandantes y señaló que la Argentina “incumplió el contrato” de YPF al reestatizar la compañía sin ofrecer una compensación a todos los accionistas. No obstante, excluyó de responsabilidad a YPF, entendiendo que el demandante “ha demostrado la existencia de un contrato válido y vinculante contra la República, pero no contra YPF”, por lo que eximió a la compañía de afrontar las indemnizaciones. Ésta debe ser asumida en un 100 % por el Estado argentino. Para fijar el valor de la indemnización la jueza Preska determinó que la fecha exacta en la que se ejecutó la estatización de YPF fue el 16 de abril de 2012, y por lo tanto es desde esa fecha que deben calcularse los intereses punitorios. El 15 de septiembre de ese año Preska puso fin al litigio al ordenar al Gobierno el pago de US$ 16,1 mil millones por la estatización de YPF: US$ 14,4 mil millones correspondientes al Grupo Petersen y US$ 1,7 mil millones a Eton Park.
El 15 de junio de 2025, ante la falta de un acuerdo de pago, la misma magistrada ordenó a la Argentina entregar el 51% de las acciones de YPF para pagar una indemnización. Esta medida fue recurrida por el Estado argentino, pidiendo la suspensión de la ejecución de sentencia, pero la petición fue rechazada in limine el 14 de julio de 2025. Ante la petición de ambas partes para que se les conceda un plazo mayor para entregar sus argumentos, el caso fue tomado por la Cámara de Apelaciones del Segundo Circuito, que suspendió provisoriamente la ejecución del fallo de Preska y fijó nuevos plazos para escuchar a los demandantes y demandados. Recién después de cumplido ese trámite, la Cámara decidirá si efectivamente Argentina debe entregar las acciones, como decidió Preska, o no.

### Elecciones de 2015
En las elecciones generales de 2015, el FPV presentó como candidato a Presidente de la Nación a Daniel Scioli. El FPV resultó la fuerza más votada en la primera vuelta de las elecciones presidenciales, obteniendo el mayor número de legisladores en las legislativas y el mayor número de gobernadores de provincias. En la segunda vuelta presidencial, Scioli obtuvo 48,66% ante Mauricio Macri, de la coalición Cambiemos, que resultó ganador con 51,34%.

## Elecciones

### Elecciones presidenciales
|  | 22,24 % |

|  | 00,00 % |

|  | 45,29 % |

|  | 54,11 % |

|  | 37,08 % |

|  | 48,66 % |

### Elecciones al congreso

#### Cámara de Diputados
| Año  | Votos      | %     | Bancas ganadas | Total de bancas | Posición | Presidencia                    | Nota                              |
| ---- | ---------- | ----- | -------------- | --------------- | -------- | ------------------------------ | --------------------------------- |
| 2003 | 5.511.420  | 35,10 | 58/130         | 129/257         | Mayoría  | Eduardo Duhalde (PJ)           | Incluyendo otras facciones del PJ |
| 2005 | 5.071.094  | 29,90 | 50/127         | 75/257          | Minoría  | Néstor Kirchner (PJ-FPV)       |                                   |
| 2007 | 5.557.087  | 45,55 | 56/130         | 106/257         | Minoría  | Néstor Kirchner (PJ-FPV)       |                                   |
| 2009 | 1.679.084  | 8,80  | 14/127         | 70/257          | Minoría  | Cristina Kirchner (PJ-FPV)     |                                   |
| 2011 | 10.121.311 | 49,10 | 76/130         | 90/257          | Minoría  | Cristina Kirchner (PJ-FPV)     |                                   |
| 2013 | 7.487.839  | 33,20 | 42/127         | 132/257         | Mayoría  | Cristina Kirchner (PJ-FPV)     |                                   |
| 2015 | 8.237.074  | 31,76 | 60/130         | 96/257          | Minoría  | Cristina Kirchner (PJ-FPV)     |                                   |
| 2017 | 5.265.069  | 21,03 | 25/127         | 68/257          | Minoría  | Mauricio Macri (PRO—Cambiemos) |                                   |

#### Senado
| Año  | Votos     | %     | Bancas ganadas | Total de bancas | Posición | Presidencia                    | Nota                              |
| ---- | --------- | ----- | -------------- | --------------- | -------- | ------------------------------ | --------------------------------- |
| 2003 | 1.852.456 | 40,7  | 13/24          | 41/72           | Mayoría  | Eduardo Duhalde (PJ)           | Incluyendo otras facciones del PJ |
| 2005 | 3.572.361 | 45,1  | 14/24          | 14/72           | Minoría  | Néstor Kirchner (PJ-FPV)       |                                   |
| 2007 | 1.048.187 | 45,6  | 8/24           | 22/72           | Minoría  | Néstor Kirchner (PJ-FPV)       |                                   |
| 2009 | 756.695   | 30,3  | 4/24           | 12/72           | Minoría  | Cristina Kirchner (PJ-FPV)     |                                   |
| 2011 | 5.470.241 | 54,6  | 13/24          | 24/72           | Minoría  | Cristina Kirchner (PJ-FPV)     |                                   |
| 2013 | 1.608.866 | 32,10 | 11/24          | 40/72           | Mayoría  | Cristina Kirchner (PJ-FPV)     |                                   |
| 2015 | 2.336.037 | 32,72 | 12/24          | 39/72           | Mayoría  | Cristina Kirchner (PJ-FPV)     |                                   |
| 2017 | 3.785.518 | 32.71 | 4/24           | 9/72            | Minoría  | Mauricio Macri (PRO—Cambiemos) |                                   |